# Conservatorio de Música de Ginebra
El Conservatorio de Música de Ginebra (en francés, Conservatoire de musique de Genève) es históricamente el primer gran conservatorio de música de Suiza.
Fue fundado en 1835 por el financiero y mecenas François Bartholoni.
El conservatorio está formado por dos escuelas. La EM o école de musique (escuela de música) está destinada a no profesionales. La HEM o haute école de musique (alta escuela de música) está destinada a los estudiantes de música quedesean hacer le carrera.
Este conservatorio es una fundación de derecho privado. Está subvencionnado por el Departamento de la instrucción pública del Cantón de Ginebra, así como por el ayuntamiento de la ciudad. 

## Directores del Conservatorio
- Ganeben Henri (1925-1957)

## Famosos profesores
- Gabriel Garrido
- Dinu Lipatti
- Otto Barblan
- José Viana da Motta
- Emile-Jacques Dalkroz
- Harry Datiner
- Christian Zhakote
- Jacques Zoon
- Michel Corboz
- Sur Kyueno
- Franz Liszt
- Henry Marzo
- Marsella Moiz
- Corrado Romano
- Jozsef Sigeti
- Bernhard Stavenhagen
- Gabor Takacz Nagy
- Hans Fryba
- Bernard Reyshel
- William Monti

## Famosos exalumnos
- Michael Jarrel
- Emmanuel Ledyuk-bar
- Emil Frey
- Zdzislaw Jahnke
- Guillermo Pellicer